# Aleja Żołnierzy Wyklętych w Gdańsku

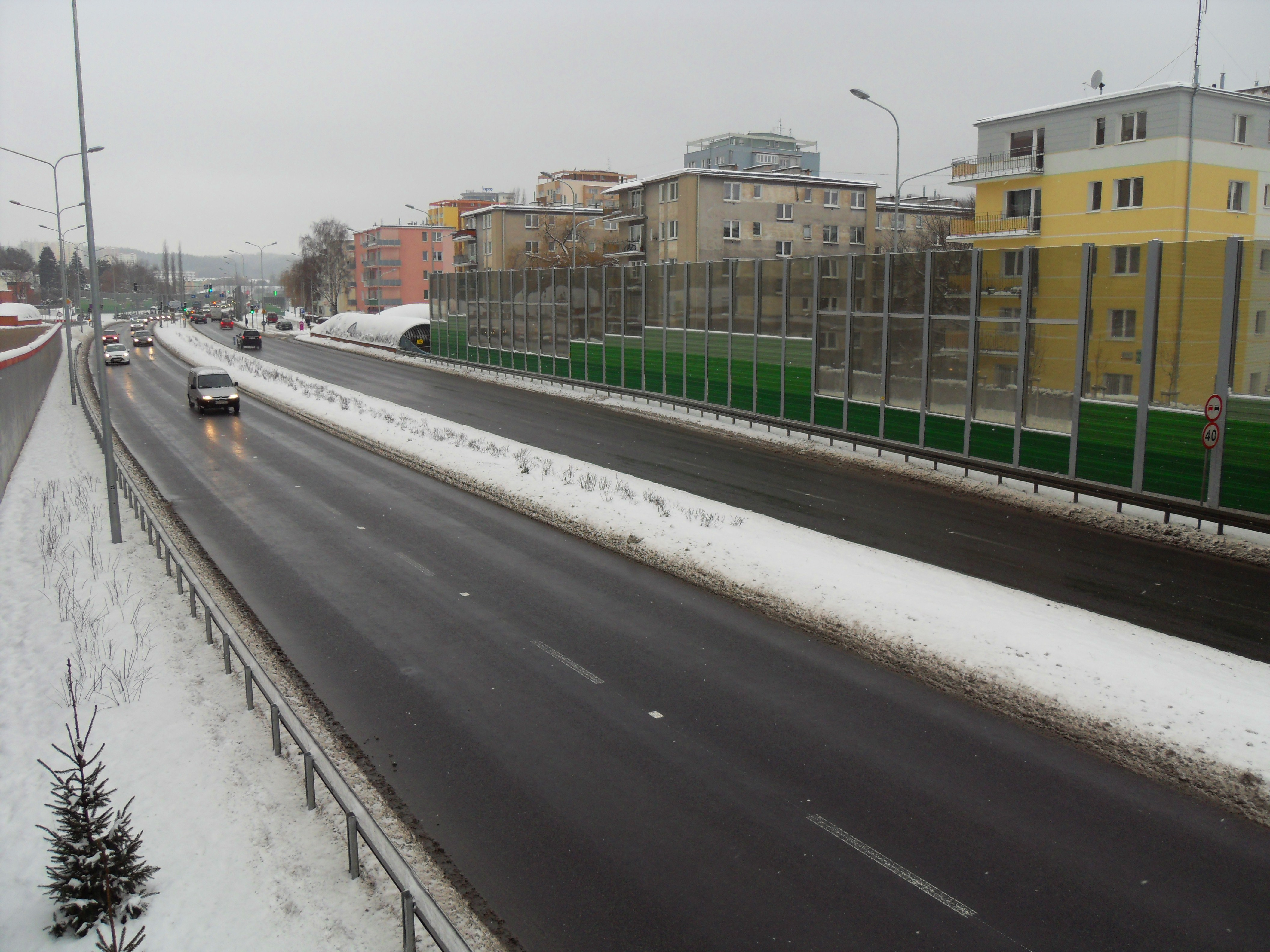
Aleja Żołnierzy Wyklętych we Wrzeszczu

Aleja Żołnierzy Wyklętych – aleja w Gdańsku, przebiegająca przez Wrzeszcz Dolny i Wrzeszcz Górny, będąca fragmentem drogi wojewódzkiej nr 472 oraz Trasy Słowackiego – budowanej drogi, która połączy Port Lotniczy Gdańsk im. Lecha Wałęsy z portem morskim.
Oddana do użytku w grudniu 2012 aleja pokrywa się częściowo z dawnym przebiegiem ul. Partyzantów i ul. Słowackiego (wzdłuż budynków koszar Czarnych Huzarów) oraz ul. Kościuszki (w obrębie wiaduktów nad torami kolejowymi).

## Przebieg
Aleja Żołnierzy Wyklętych (pokrywająca się w znacznej mierze z drogą roboczo określaną jako "Odcinek miejski I" Trasy Słowackiego) ma długość 2,3 km, biegnie od skrzyżowania z ul. Juliusza Słowackiego przy skrzyżowaniu z ul. Trawki, następnie przez Wrzeszcz do Galerii Bałtyckiej, gdzie przecina al. Grunwaldzką (droga wojewódzka nr 468). Dalsza część trasy, jako tzw. „Nowa Kościuszki” biegnie wiaduktem nad al. Grunwaldzką oraz wiaduktem wzdłuż ul. Kościuszki nad linią kolejową E-65 Warszawa-Gdynia (linie kolejowe nr 202, 248 i 250). Następnie, za wiaduktem kolejowym, trasa odbija na skrzyżowaniu z ul. Kościuszki w lewo i łączy się z ul. Hynka, która prowadzi w stronę Galerii Zaspa, al. Legionów i al. Rzeczypospolitej.
Trasa ma na całej długości dwie jezdnie po dwa pasy ruchu, z wyjątkiem wiaduktu nad al. Grunwaldzką gdzie są dwa pojedyncze pasy. Wzdłuż całej trasy wytyczono chodniki i drogi dla rowerów.
Budowa trasy została zaplanowana w związku z przygotowaniem Gdańska do Mistrzostw Europy w Piłce Nożnej 2012 i ujęta w przepisach dotyczących przedsięwzięć niezbędnych do odbycia turnieju.
Aleja otrzymała imię Żołnierzy Wyklętych w hołdzie dla członków antykomunistycznego podziemia niepodległościowego, represjonowanych przez komunistyczne władze Polski i służby sowieckie w latach powojennych. Na skrzyżowaniu z ulicami Chrzanowskiego i Zabytkową w 2016 r. powstał mural związany z patronami ulicy, pt. Wilki.